# NGC 2523C
NGC 2523C is een elliptisch sterrenstelsel in het sterrenbeeld Giraffe. Het bevindt zich in de buurt van NGC 2523, NGC 2523A en NGC 2523B.

## Synoniemen
- UGC 4290
- MCG 12-8-32
- ZWG 331.33
- NPM1G +73.0036
- PGC 23247